# Acanthomyops murphyi
Acanthomyops murphyi é uma espécie de inseto do gênero Acanthomyops, pertencente à família Formicidae.